# Kościół Wniebowzięcia Najświętszej Maryi Panny w Gręboszowie
Kościół Wniebowzięcia Najświętszej Maryi Panny w Gręboszowie – zabytkowy kościół parafialny w dekanacie Żabno diecezji tarnowskiej, w powiecie dąbrowskim województwa małopolskiego.

## Architektura
Kościół barokowy, trójnawowy, bazylikowy z krótkim prezbiterium, otynkowany, z wieżą i zakrystią od strony północnej i dawnym skarbcem od południa oraz z kruchtą przy korpusie od strony zachodniej został zbudowany z cegły i kamienia w roku 1650 jako jednonawowy. W drugiej połowie XIX w. kościół w kilku etapach rozbudowano do trójnawowego, przy okazji podwyższając wieżę: w 1863 r. dobudowano nawę południową, w 1864 r. podwyższono wieżę a w 1875 r. dobudowano nawę północną. Zewnętrzna bryła kościoła o podziałach ramowych, jest nakryta pobitymi blachą dachami dwuspadowymi i pulpitowymi i posiada dwukondygnacjową trójosiową fasadą zachodnią, rozczłonowaną pilastrami i gzymsami, zwieńczoną trójkątnym szczytem z okulusem. Poniżej umieszczono płaskorzeźbę NMP oraz w bocznych wnękach rzeźby: św. Józefa i św. Joachima. Na kruchcie formą nawiązującą do fasady są umiejscowione rzeźby św. Stanisława Kostki i św. Kazimierza z początku XX w. Czterokondygnacjowa, kwadratowa wieża jest nakryta dachem namiotowym. Nawę główną nakryto sklepieniami kolebkowymi na gurtach, o spłaszczonym łuku, zaś nawy boczne sklepieniami krzyżowymi. Ściany rozczłonkowano pilastrami, zaś arkady między nawami zamknięto półkoliście. W wejściach trzy portale marmurowe, dwa z nich uszate, jeden z herbem Rawicz, trzeci z datą 1861. W oknach witraże wykonane po roku 1920 w krakowskiej firmie Żeleńskich.

## Wyposażenie wnętrza
Wewnątrz kościoła jest pięć neobarokowych ołtarzy z 2. poł. XIX w. lub początku XX w. W centrum ołtarza głównego umieszczono barokowy obraz Matki Boskiej z Dzieciątkiem w typie Matki Boskiej Śnieżnej, oraz rzeźby: św. Michała Archanioła oraz św. św. Piotra i Pawła, zaś w ołtarzach bocznych barokowy obraz św. Anny Samotrzeciej, z XVII w. i św. Józefa z XVIII w. oraz w dwóch kolejnych figura Chrystusa i NMP. Neobarokowa ambona współczesna ołtarzom. 16-głosowe organy wykonano przez firmę „Rieger” w 1927 r. Barokowa marmurowa chrzcielnica, oraz lawaterz z herbem Jastrzębiec wykonano z czarnego marmuru, w 2. poł. XVII w. Kamienny pomnik nagrobny gen. Józefa Załuskiego (zm. 1866), z postacią zmarłego na sarkofagu, został wykonany przez Ludwika Otowskiego około 1875 r. Ponadto wewnątrz kościoła umieszczono wiele epitafiów i tablic pamiątkowych. Wśród nich szczególnie zasługujące na uwagę: Franciszka Dembińskiego, wojewody krakowskiego, starosty bocheńskiego i wielickiego, fundatora kościoła (zm. 1654), marmurowe z inskrypcją oraz z kartuszem z herbami Rawicz, Poraj, Topór i Leliwa; Wiktorii Ruszkowskiej wykonane z czarnego marmuru w 1693; Franciszka Wodzickiego, starosty grybowskiego (zm. 1803), marmurowe oraz tablice pamiątkowe: ku czci zmarłego w opinii świętości  proboszcza ks. Piotra Halaka; urodzonego w Gręboszowie majora Henryka Sucharskiego oraz więźniarki Oświęcimia Stefanii Łąckiej, która w czasach niemieckiej okupacji dała świadectwo świętości. Dwa dzwony: Józef i Serce Maryi wykonano w przemyskiej odlewni dzwonów Felczyńskich.

## Otoczenie kościoła
Kościół otoczony murem z barokową bramką kamienną od wschodu z XVII w. oraz neobarokową bramą z XX w. od zachodu, zwieńczoną po bokach posągami św.Franciszka z Asyżu i św. Jana Kantego oraz krucyfiksem pośrodku. W narożach ogrodzenia umiejscowiono trzy kapliczki murowane z 2. poł. XIX w., czwarta została rozebrana. Przy kościele stoi pomnik Jana Pawła II wykonany w 2002 r. przez prof. Czesława Dźwigaja. Na placu przed kościołem, na wysokiej kolumnie znajduje się figura św. Anny z 1866 r. ufundowana przez miejscowego proboszcza ks. Henryka Otowskiego. Wykonawcami figury byli rzeźbiarze: Jakub Krakowski z Zakliczyna i Jan Adeodatus Martyński z Borzęcina. Rzeźbę wykonano na wzór modelu otrzymanego z Wiednia. Posąg przedstawia św. Annę nauczającą Matkę Boską ustawioną na wysokim, kwadratowym, dwukondygnacjowym postumencie postawionym na stopniach i otoczonym czterema pachołkami z żelaznym łańcuchem. Na postumencie widnieje postać aniołka, który trzyma banderolę z napisem: „Święta Anno módl się za nami”. Poniżej na kolumnie widnieje napis: „Bractwo Parafii Gręboszowskiej ku czci św. Anny Patronki swojej. R.P. 1866”